# Nebajot
Nebajot ist in der Hebräischen Bibel der Erstgeborene Ismaels, des erstgeborenen Sohnes Abrahams (Gen 25,12–16 , 1 Chr 1,29–31 ).

## Vorkommen in der Bibel
Nebajots wird in Genesis zwei Mal als Bruder Mahalats, einer Frau Esaus, erwähnt (Basemat ist ein Name für Mahalat): 

„Als Esau sah, dass die Kanaaniterinnen seinem Vater Isaak nicht gefielen, ging Esau zu Ismael und nahm zu seinen Frauen noch Mahalat als Frau hinzu, die Schwester Nebajots, die Tochter Ismaels, des Sohnes Abrahams.“

„Esau nahm sich seine Frauen aus den Töchtern Kanaans: Ada, die Tochter des Hetiters Elon, Oholibama, die Tochter der Ana, einer Tochter des Hiwiters Zibon, und Basemat, die Tochter Ismaels, eine Schwester Nebajots“

In Jesaja verheißt eine Prophezeiung auf dem Zion: 

„Alle Schafe von Kedar sammeln sich bei dir, die Widder von Nebajot sind dir zu Diensten. Sie steigen zum Wohlgefallen auf meinen Altar; so verherrliche ich das Haus meiner Herrlichkeit.“

## Nabatäer
Zum Beispiel David Cassel behauptete, die Nabatäer seien Nachkommen Nebajots, wie auch die arabischen Viehzüchter, die Kedariten, Nachkommen Nebajots Bruder Kedar sind. Diese „ältere Ansicht“ aber sei sogar schon mit Blick aus dem Jahr 1865 „verworfen worden“. Für Juden seit der frühhellenistischen Zeit traf dies jedoch zu.